# Deganawida
Deganawida, Dekanawida (Wielki Rozjemca, Twórca Pokoju) – wódz Irokezów, który razem z Hiawathą był założycielem irokeskiej Ligi Pięciu Narodów.
Był z pochodzenia Huronem. Urodził się na południu dzisiejszego Ontario, prawdopodobnie w XII/XIII w. Dorosłe życie spędził żyjąc w plemieniu Seneca. Jako inicjator stworzenia ligi plemion irokeskich, odbył podróż po sąsiednich plemionach. W jej trakcie dołączył do niego Hiawatha, który popierał jego pomysły. Wspólnie odwiedzili wszystkie irokeskie plemiona, żyjące na południowych brzegach Erie i Ontario i przypuszczalnie także te, mieszkające wzdłuż Rzeki Świętego Wawrzyńca. Następnie Deganawida zaproponował przyjęcie konstytucji, zawierającej 117 postanowień.
Plemiona Mohawk, Onondaga, Oneida, Seneca i Kajugowie zapaliły fajkę pokoju, na znak akceptacji propozycji Deganawidy, dając w ten sposób początek irokeskiej Lidze Pięciu Narodów.